# Javier Moscoso
Javier Moscoso del Prado y Muñoz (Logroño, 7 de octubre de 1934-Jávea, 17 de julio de 2025) fue un político y jurista español, que fue ministro de la Presidencia en el primer Gobierno presidido por Felipe González. Tras su paso por la política, es especialmente recordado por ser el creador de los días de libre disposición en la Administración Pública, conocidos coloquialmente como «moscosos».
Además de su actividad política, formaba parte de la Carrera Judicial y Fiscal, en la que se integró en 1958. Se decantó por la segunda, ejerciendo como fiscal en la Audiencia Territorial de Pamplona hasta principios de 1978, cuando entró en política. Su experiencia jurídica y política le valió para ser nombrado fiscal general del Estado en septiembre de 1986, cargo que desempeñó hasta enero de 1990. Posteriormente, entre 1996 y 2001 fue vocal del Consejo General del Poder Judicial.

## Biografía
Nació en 1934 en Logroño, gran parte de su infancia la pasó en la localidad riojana de Briones, de donde procedían sus padres. Estudió Derecho en la Universidad de Zaragoza y posteriormente se diplomó en derecho comparado en la Universidad de Estrasburgo.
Se casó con Juana María Hernández Oscoz, originaria de Pamplona, con quien tuvo tres hijos: Juan, Adriana e Íñigo. Tanto Juan como Adriana siguieron los pasos de su padre, entrando en política y ocupando puestos en la Administración.

### Carrera profesional
En 1958 ingresó en la Carrera Judicial y Fiscal. Su primer destino fue como abogado fiscal interino en la Audiencia Territorial de Pamplona, donde fue confirmado en mayo de 1961. Continuó ascendiendo hasta que en 1967 fue nombrado teniente fiscal de dicha Audiencia, desempeñando este cargo hasta principios de 1978, cuando solicitó la excedencia voluntaria para participar en política.
Tras ocho años alejado del Ministerio Fiscal, en 1986 el segundo Gobierno de Felipe González le propuso como fiscal general del Estado, regresando al mismo tiempo al servicio activo. Durante el tiempo que estuvo al frente de la Fiscalía, se querelló en varias ocasiones contra dirigentes de Herri Batasuna y manifestó públicamente que estaba a favor de su ilegalización. Cesó en enero de 1990, siendo recompensado con la Gran Cruz de la Orden de San Raimundo de Peñafort.
En marzo de ese mismo año volvió a solicitar la excedencia, regresando al servicio activo en septiembre de 1996 —destinado a la Fiscalía del Tribunal Superior de Justicia de Madrid, pero sin llegar a ejercer—, tras ser nombrado vocal del Consejo General del Poder Judicial. Su mandato como vocal finalizó en 2001.

### Actividad política
Miembro de Unión de Centro Democrático (UCD), en las elecciones generales de 1979 fue elegido diputado al Congreso de los Diputados por Navarra, siendo nombrado Secretario General de Relaciones con las Cortes por el ministro José Pedro Pérez-Llorca.
Apenas unos meses más tarde, el ministro Rafael Arias-Salgado le eligió como mano derecha, pero cesó cinco meses más tarde, junto con el ministro. En noviembre de 1980 volvió al Gobierno como Secretario Técnico de Relaciones con la Administración de Justicia (nombre que por aquel entonces recibía la Dirección General de Justicia).

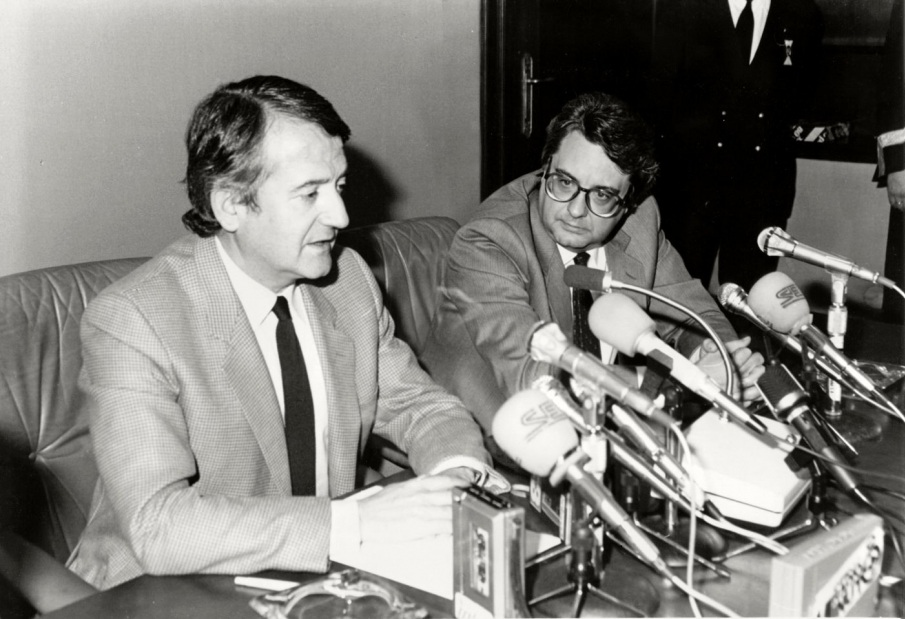
Moscoso, junto a Eduardo Sotillos, en una rueda de prensa posterior al Consejo de Ministros. 1983.

A finales de 1981 se pasó al Grupo Mixto junto con otros diez parlamentarios de la UCD, que posteriormente fundarían el Partido de Acción Democrática (PAD), liderado por Francisco Fernández Ordóñez. Más tarde se integraron en el Partido Socialista Obrero Español (PSOE), siendo elegido diputado con esta formación política por la circunscripción de Madrid ese mismo año, escaño que renovó después en las elecciones de 1986, por la circunscripción de Murcia.
En 1982, Felipe González le escogió para ocupar el Ministerio de la Presidencia durante su primer Gobierno, ejerciendo la titularidad de esta cartera hasta el final de la legislatura. El traspaso de poderes de 1982 no debió de ser totalmente pacífico pues, como afirmaba la prensa de la época, el presidente Calvo-Sotelo vetaba de las comisiones de traspaso a representantes del PAD y del PSOE que antes lo eran de la UCD, en especial a Moscoso. Por su labor como ministro, fue recompensado con la Gran Cruz de la Real y Muy Distinguida Orden de Carlos III.

#### Días moscosos
Siendo ministro firmó, el 21 de diciembre de 1983, una instrucción que incluía un nuevo derecho para los funcionarios: «A lo largo del año —dice el texto oficial—, los funcionarios tendrán derecho a disfrutar hasta seis días de licencia o permiso por asuntos particulares, no incluidos en lo indicado en los puntos anteriores de este apartado. Tales días no podrán acumularse en ningún caso a las vacaciones anuales retribuidas. Los funcionarios podrán distribuir dichos días a su conveniencia, previa autorización, que se comunicará a la respectiva unidad de personal, y respetando siempre las necesidades del servicio». 
Estos días de permiso, lejos de ser un privilegio de los funcionarios, fueron concedidos como compensación a la reducción que se produjo en los salarios de los funcionarios al ajustar todos los meses a 30 días, para compensar una subida del IPC del 12 % que el Estado no podía asumir como subida salarial. Estos días para asuntos particulares fueron bautizados como moscosos por motivos evidentes.
El avance de la vigésimo tercera edición del diccionario de la lengua española de la Real Academia Española, introduce la palabra moscoso y la define como «un día de permiso de libre disposición que tienen pactado ciertos colectivos de trabajadores y funcionarios».

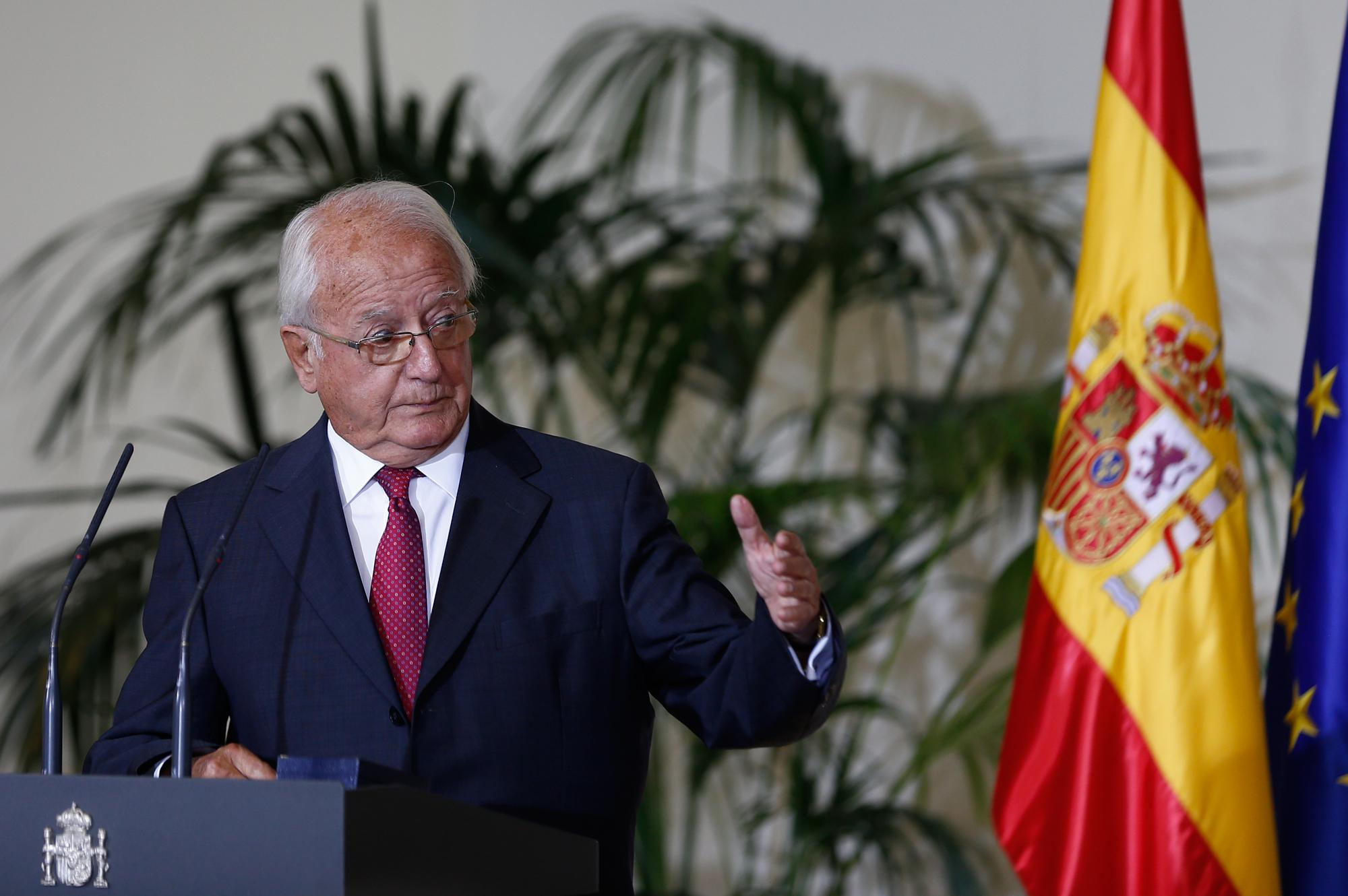
Javier Moscoso en julio de 2017, durante su discurso de aceptación de la Medalla al Mérito en el Trabajo.

### Vida posterior
Tras su cese como fiscal general en 1990, fue nombrado jefe de la Asesoría Jurídica de la Sociedad General de Autores y Editores (SGAE) y también ejerció durante muchos años como presidente del Consejo de Redacción de la Editorial Aranzadi.
Asimismo, siendo presidente del Gobierno José Luis Rodríguez Zapatero, formó parte de la delegación gubernamental encargada de negociar con la banda terrorista ETA.
En 2017 fue galardonado con la Medalla al Mérito en el Trabajo, en su categoría de oro.
Falleció en Jávea (Alicante) el 17 de julio de 2025, a la edad de 90 años.